# اچ‌اس‌وی دابلیو۴۲۷

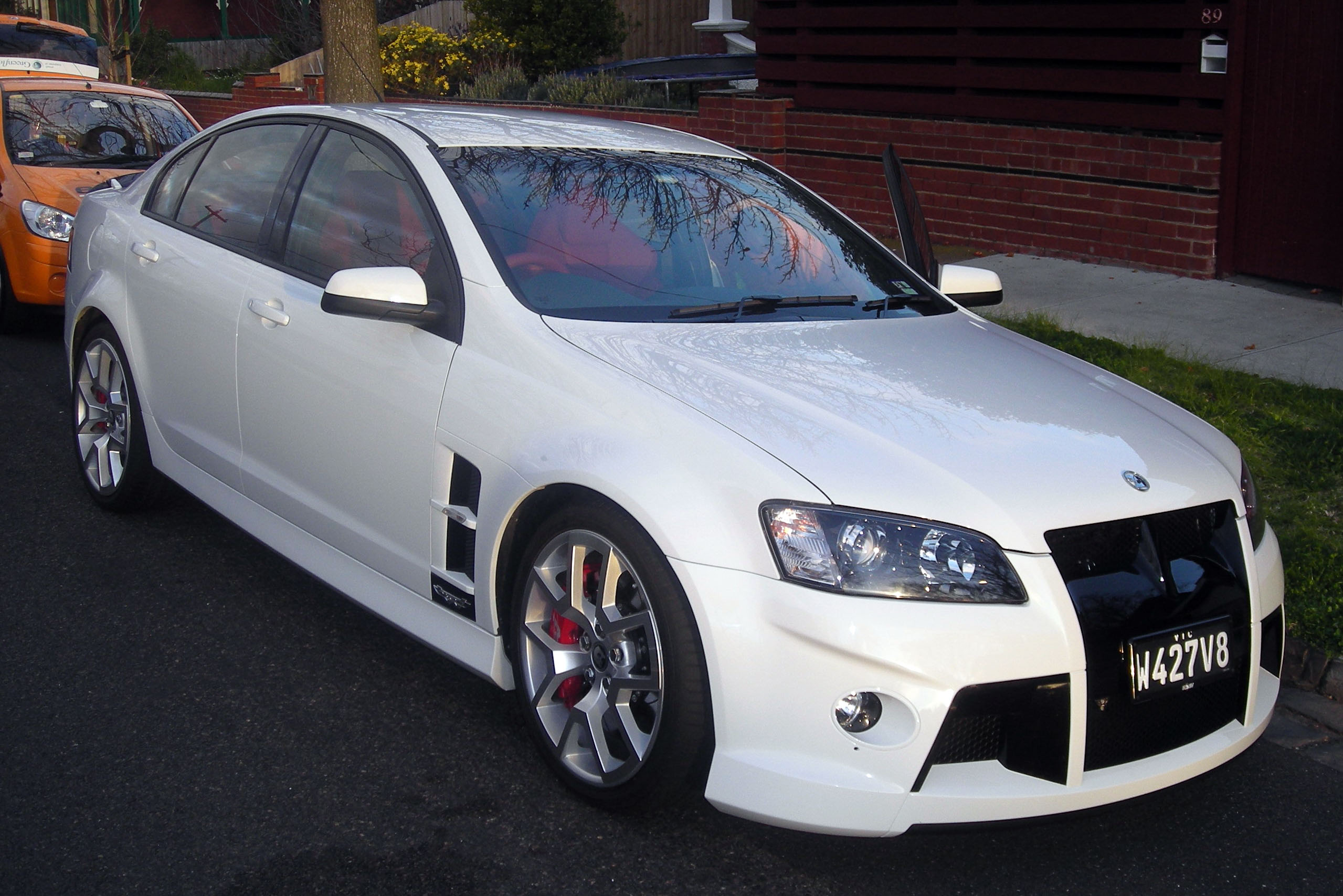

اچ‌اس‌وی دابلیو۴۲۷ (HSV W۴۲۷) خودرویی است که در سال‌های ۲۰۰۸ تا ۲۰۰۹تولید شده‌است.
این خودرو در کلاس خودرو عضلانی قرار گرفته و طراحی آن خودروهای موتور جلو-محور عقب بوده است. سیستم جعبه‌دندهٔ آن ۶ دنده به صورت دستی است.